# A magyar labdarúgó-válogatott 1924. április 6-i mérkőzése
A magyar labdarúgó-válogatott 1924. április 6-án délután 17 órakor Olaszország ellen játszotta története 95. mérkőzését. A mérkőzésnek nem volt tétje, barátságos meccs volt.
Helyszín az MTK Hungária körúti stadionja volt, a nézőszám 38000 fő körül volt.
Mérkőzésvezető az osztrák Max Seemann.
Magyarország 
- Zsák Károly
- Fogl Károly
- Fogl József
- Tóth Gyula
- Pruha Antal
- Blum Zoltán
- Braun József
- Molnár György
- Opata Zoltán
- Eisenhoffer József
- Jeny Rudolf

szövetségi kapitány
- Kiss Gyula

Olaszország 
- Gianpiero Combi
- Virginio Rosetta
- Renzo De Vecchi
- Luigi Cevenini
- Felice Romano
- Giuseppe Aliberti
- Leopoldo Conti
- Mario Ardissone
- Adolfo Baloncieri
- Severino Rosso
- Feliciano Monti

szövetségi kapitány
- Vittorio Pozzo

A félidei 2-0 után a magyar válogatott óriási győzelmet aratott, a végeredmény 7-1 lett, az olaszok szépítő gólja a 7. magyar gól után esett büntetőből.
Gólszerzők
- Braun  17'  42' (11-esből)
Eisenhoffer  49'
Molnár  59'  60'  69'
Opata  70'
- Cevenini  76' (11-esből)

## Lásd még
- A magyar labdarúgó-válogatott mérkőzései 1924-ben